# Suely Vilela
Suely Vilela Sampaio (Ilicínea, 22 de fevereiro de 1954) é professora universitária brasileira, ex-reitora da Universidade de São Paulo e filiada ao Partido Democrático Trabalhista (PDT). Em 26 de novembro de 2005, Suely Vilela tornou-se a primeira mulher indicada para o cargo de reitora da USP em 71 anos de existência da Universidade. Em 2017, exerceu o cargo de Secretária municipal de Educação de Ribeirão Preto.

## Biografia
Nascida em Minas Gerais, Suely foi criada na cidade paulista de Franca. Graduou-se em Farmácia (1974) e em Farmácia-Bioquímica (1975) pela Faculdade de Farmácia e Odontologia de Ribeirão Preto da Universidade de São Paulo. Obteve os títulos de Mestre e de Doutor em Ciências, área de Bioquímica, na Faculdade de Medicina de Ribeirão Preto da USP, onde também realizou o pós-doutorado.
Ingressou no Departamento de Análises Clínicas, Toxicológicas e Bromatológicas da Faculdade de Ciências Farmacêuticas de Ribeirão Preto da Universidade de São Paulo (FCFRP-USP) em 1977 e foi aprovada em concurso público para professor titular em 1996. 
Atualmente é Professora Titular da FCFRP-USP e Bolsista de Produtividade em Pesquisa, nível 1, do Conselho Nacional de Desenvolvimento Científico e Tecnológico. É membro titular do Conselho Superior da Fundação de Amparo à Pesquisa do Estado de São Paulo (FAPESP) e da Federação da Agricultura e Pecuária do Estado de São Paulo. É membro da Academia de Ciências de Ribeirão Preto (cadeira 24), da Academia Nacional de Farmácia (cadeira nº 51) e da Academia Brasileira de Ciências, Artes, Historia e Literatura, como membro vitalício (cadeira 23), na condição de Acadêmica Efetiva-Imortal. 
Recebeu inúmeros prêmios e distinções, entre os quais se destacam: a comenda do Mérito Farmacêutico, em 2006; o “Prêmio Excelência Mulher 2007”, a Medalha de Honra da Conferência de Reitores das Universidades Espanholas, Madrid, em 2009; a Medalha "Armando de Salles Oliveira", Universidade de São Paulo, em 2010; Prêmio Antônio Francisco de Paula Souza, IVEPESP, 2013 e a Medalha Imperatriz Leopoldina concedida pelo Instituto Histórico e Geográfico de São Paulo, em 2015. 
Exerceu diversos cargos no âmbito universitário nacional e internacional, entre os quais estão: Membro do Conselho Assessor Internacional das Universidades Iberoamericanas – Universia; Membro do Comitê Consultivo Internacional da Agência Acreditadora “Akredita” – Chile; Vice-presidente da “Red Iberoamericana de Incubadoras de Empresas”; Vice-presidente da “Unión de Universidades de América Latina y el Caribe” – UDUAL – Regional Brasil; Presidente do Comitê Executivo da “Red de Macrouniversidades Públicas de América Latina y el Caribe”; Membro do Conselho Administrativo da International Association of Universities – IAU e Diretora do Núcleo Internacional da USP com sede em São Paulo, coordenando as atividades internacionais da USP na América Central, América do Sul e África Subsaariana.
Exerceu vários cargos acadêmicos e administrativos, entre os quais se destacam o de Diretora da FCFRP-USP (1998-2001), o de Pró-reitora de Pós-graduação (2001-2005) e, o de Reitora da Universidade de São Paulo (2005-2009).

## Atividades políticas
Em 2018, Suely disputou a eleição para deputada estadual, mas não conseguiu se eleger. Obteve 8.262 votos.
Suely se candidatou à prefeitura de Ribeirão Preto, na eleição municipal de 2020. Suely recebeu 52.266 votos, 20% dos votos válidos e avançou ao segundo turno, no qual disputou contra o atual prefeito, Duarte Nogueira (PSDB), que alcançou 45% dos votos.